# Rolf Grimm (Fußballspieler, 1941)
Rolf Grimm (* 24. April 1941) ist ein ehemaliger deutscher Fußballspieler. 

## Karriere
Rolf Grimm kam von der Jugend des 1. FC Frickenhausen zu den Stuttgarter Kickers. Er wurde Jugendnationalspieler Deutschlands und rückte später in die Herren-Reservemannschaft auf. Beim Auswärtsspiel gegen den TSV Schwaben Augsburg am 9. Oktober 1960 gab Grimm sein Debüt in der ersten Mannschaft. Insgesamt absolvierte er bis 1962 25 Spiele für die Kickers und schoss dabei 6 Tore. In der Spielzeit 1963/64 war Grimm nochmals für die Reserve des Vereins aktiv und kehrte in der Folgesaison als Spielertrainer nach Frickenhausen zurück. 1965 zog er nach Upstate New York. Dort war er in der German-American Soccer League für den Blau-Weiss Gottschee SC und New York Upstate aktiv.